# Igor Wassiljewitsch Sledsewski

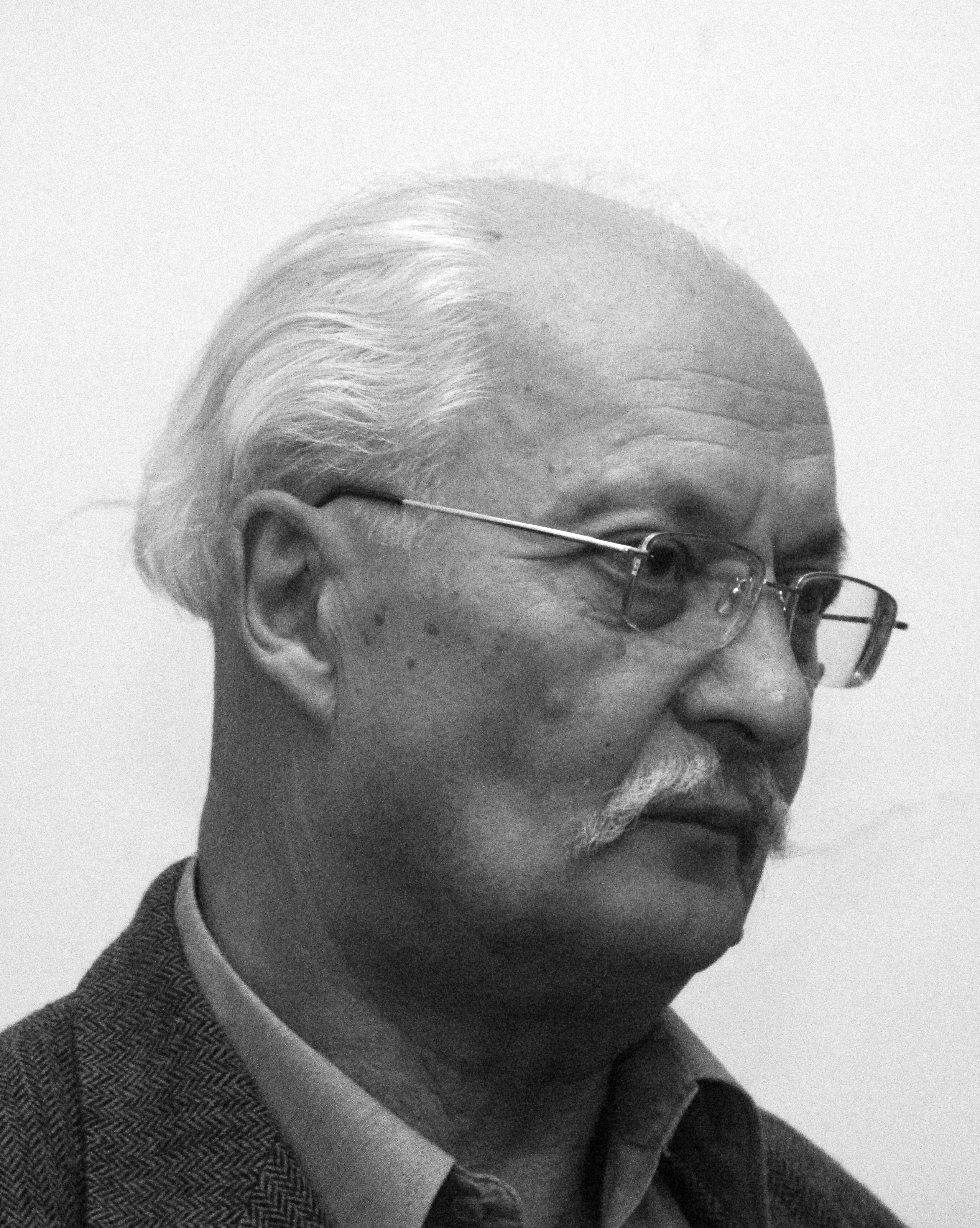
Igor W. Sledsewski

Igor Wassiljewitsch Sledsewski (russisch Игорь Васильевич Следзевский, wiss. Transliteration Igor' Vasil'evič Sledzevskij; * 17. November 1940 in Moskau) ist ein russischer Historiker und Spezialist für afrikanische Sozialgeschichte und die Theorie der Zivilisationen. Er besitzt einen Doktortitel in Geschichte und ist Herausgeber der wissenschaftlichen Zeitschrift Vostok. Er ist zudem Verfasser einer Reihe geschichtsphilosophischer Werke.

## Biographie
Sledsewski schloss 1963 sein Studium der Geschichte an der Lomonossow-Universität Moskau ab. Im Jahr 1990 verteidigte er seine Doktorarbeit Soziohistorische Strukturen Westafrikas. Probleme der Beziehungen zwischen lokalen sozialen Organismen und der historischen Umwelt am Institut für Orientalistik der Akademie der Wissenschaften der Sowjetunion.
Seit 1967 ist er am Institut für Afrikastudien tätig. Von 1992 bis 1998 war er Leiter des Labors für Zivilisationsstudien des Instituts und von 1998 bis 2008 Direktor des Zentrums für Zivilisations- und Regionalstudien der Russischen Akademie der Wissenschaften. Im Jahr 2002 wurde er mit der Medaille des Ordens „Für Verdienste um das Vaterland“ ausgezeichnet.
Er ist verheiratet und hat einen Sohn.

## Schriften (Auswahl)
- Chaussanskije emiraty Sewernoi Nigerii: chosjaistwo i obschtschestwenno-polititscheski stroi. Nauka, Moskau 1974 (SUDOC).
- Formirowanije sozialno-ekonomitscheskoi struktury sowremennoi Nigerii. Nauka, Moskau 1984, OCLC 1160204561.
- World of worlds: the global order/disorder in its civilizational dimension. In: Elena Chebankova, Piotr Dutkiewicz (Hrsg.): Civilizations and world order. Routledge, London 2021, ISBN 978-0-367-82237-8, S. 64–76.